# 4810 Русланова
4810 Русланова (4810 Ruslanova) — астероїд головного поясу, відкритий 14 квітня 1972 року.
Тіссеранів параметр щодо Юпітера — 3,618.